# Samolus spathulatus
Samolus spathulatus là một loài thực vật có hoa trong họ Anh thảo. Loài này được Duby miêu tả khoa học đầu tiên.<ref>Crusio W.E. (1984). "Notes on the genus Samolus L. (Primulaceae)". Communications of the Dutch Waterplant Society. Quyển 6. tr. 13–16. {{Chú thích tạp chí}}: Đã bỏ qua văn bản “30em” (trợ giúp)